# Jan Stobbaerts

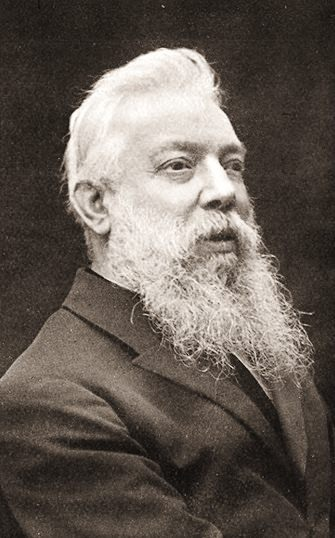
Jan Stobbaerts

Jan (Jan-Baptiste) Stobbaerts (Antwerpen, 18 maart 1838 - Schaarbeek, 25 november 1914) was een Vlaams kunstschilder en graficus. Hij werkte in een naturalistische stijl, later met invloeden vanuit het impressionisme.

## Leven en werk
Stobbaerts was de zoon van een timmerman. Hij trad in de leer bij dierschilder Emmanuel Noterman en volgde avondlessen aan de Koninklijke Academie voor Schone Kunsten van Antwerpen. Daar ontmoette hij Henri de Braekeleer, die zijn levenslange vriend zou blijven. Beide schilders kregen ook adviezen van de romantische kunstschilder Henri Leys, die een oom van De Braekeleer was.
Stobbaaerts huwde in 1868 en bleef aanvankelijk wonen en werken in Antwerpen, van waaruit hij werkte in de nabije landschappelijke omgeving en De Kempen. In 1886 verhuisde hij naar Brussel, dat toen gold als het centrum van de Belgische schilderkunst. Zijn succes nam direct toe, hij verkocht veel werk via de vooraanstaande kunsthandelaar Henri Van Cutsem en exposeerde bij Les XX. Vaak werkte hij in Sint-Jans-Molenbeek of bij de rivier de Woluwe.
Stobaaerts schilderde vooral landschappen en genrewerken, veelal gesitueerd op het Belgische platteland, vaak met boeren en hun beesten of ambachtslieden aan het werk. Zijn stijl was naturalistisch, anekdotisch ook, later met invloeden vanuit het impressionisme, zich uitend in een lossere penseelvoering en lichtere kleurstelling. Typerend is zijn gebruik van sfumato een wazige lichtschildering. Aan het einde van zijn carrière na 1900, zocht hij ook toenadering tot het symbolisme, waarbij hij regelmatig koos voor mythologische thema's.
Stobbaerts werd in 1900 opgenomen in het Franse Legioen van Eer en in 1911 onderscheiden met de Leopoldsorde. Hij overleed in 1914, 76 jaar oud. Veel van zijn werken zijn te zien in het Koninklijke Musea voor Schone Kunsten van België te Antwerpen.

## Galerij

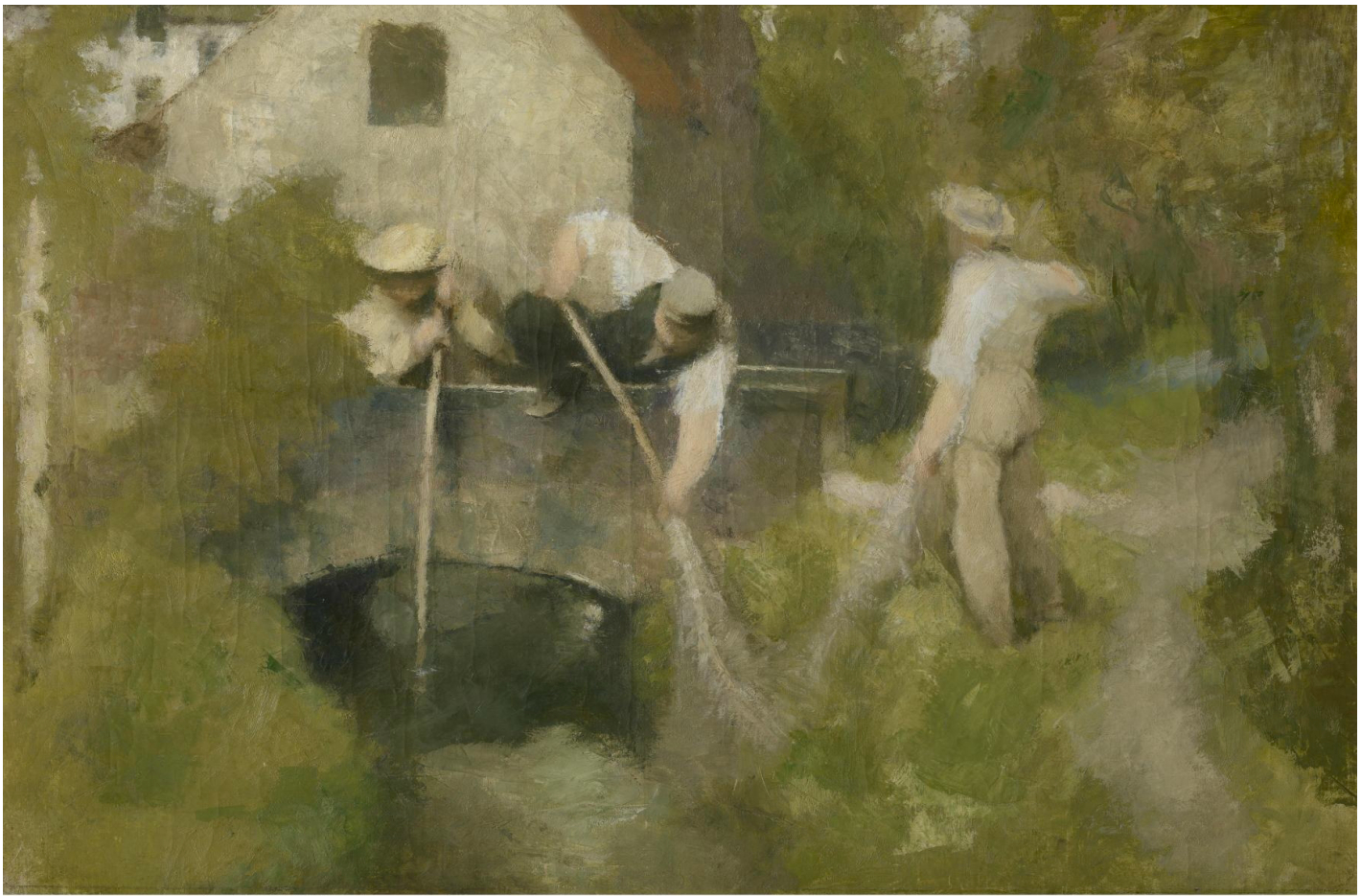
Dreggen in de Woluwe
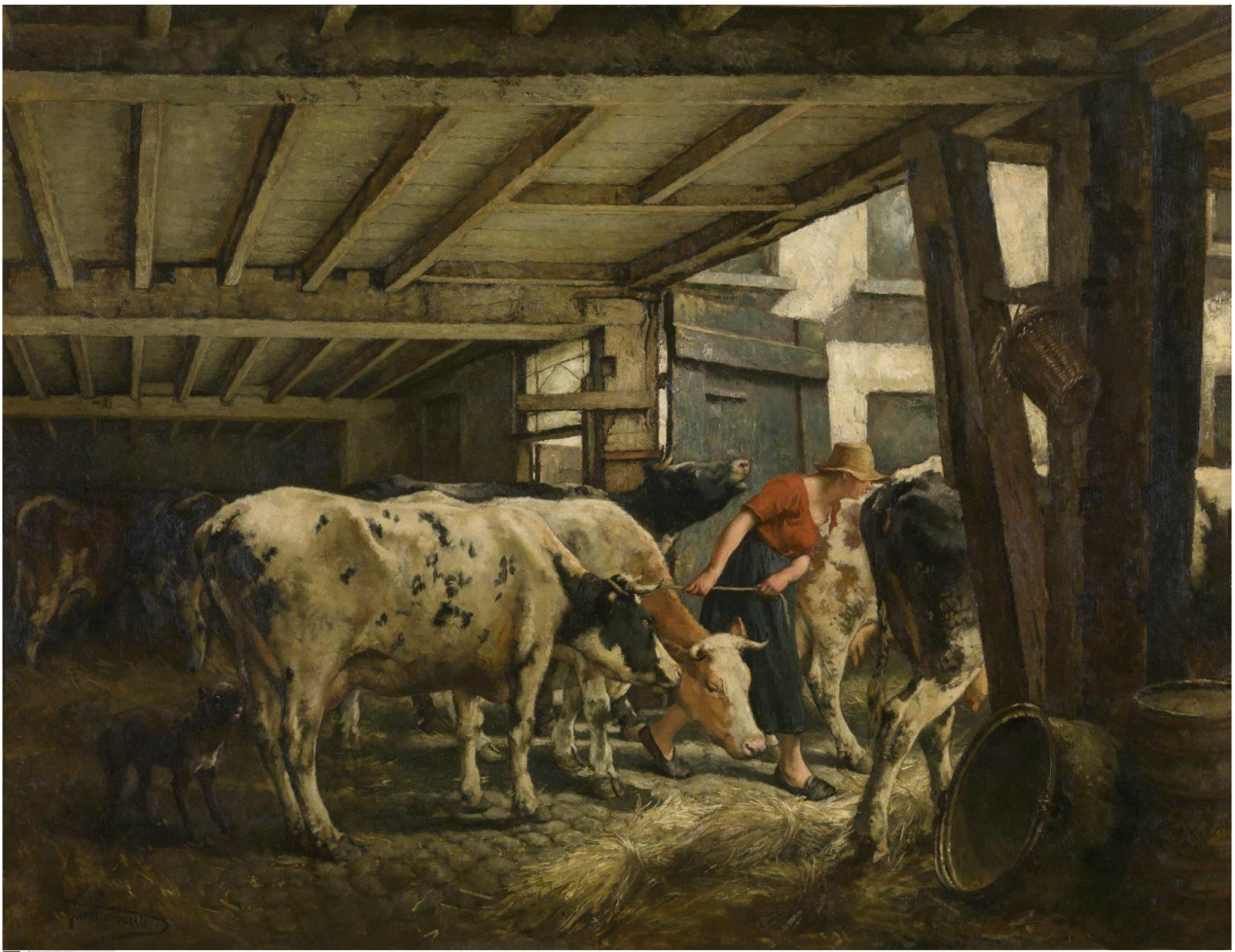
Het verlaten van de stal
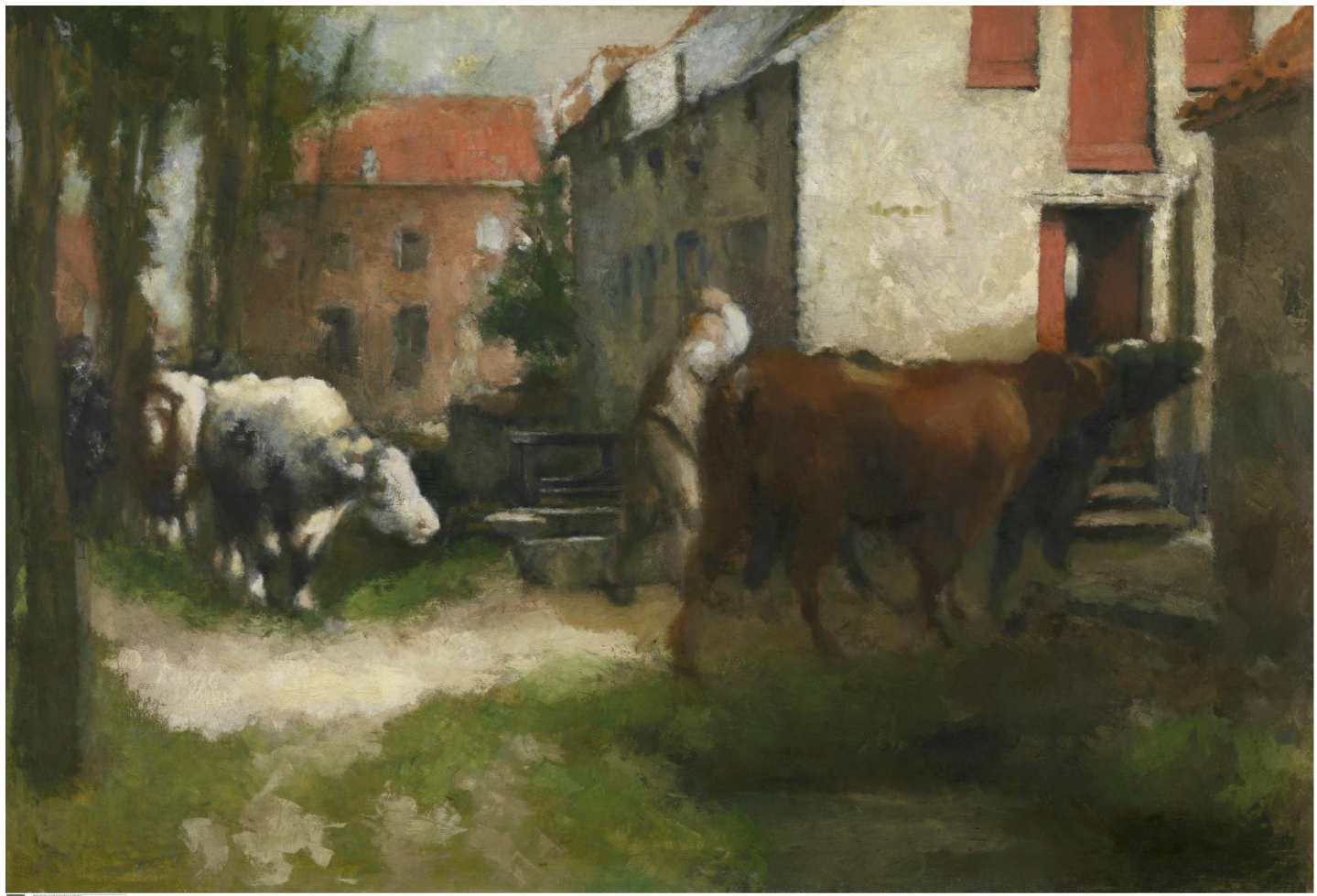
Naar de stallen
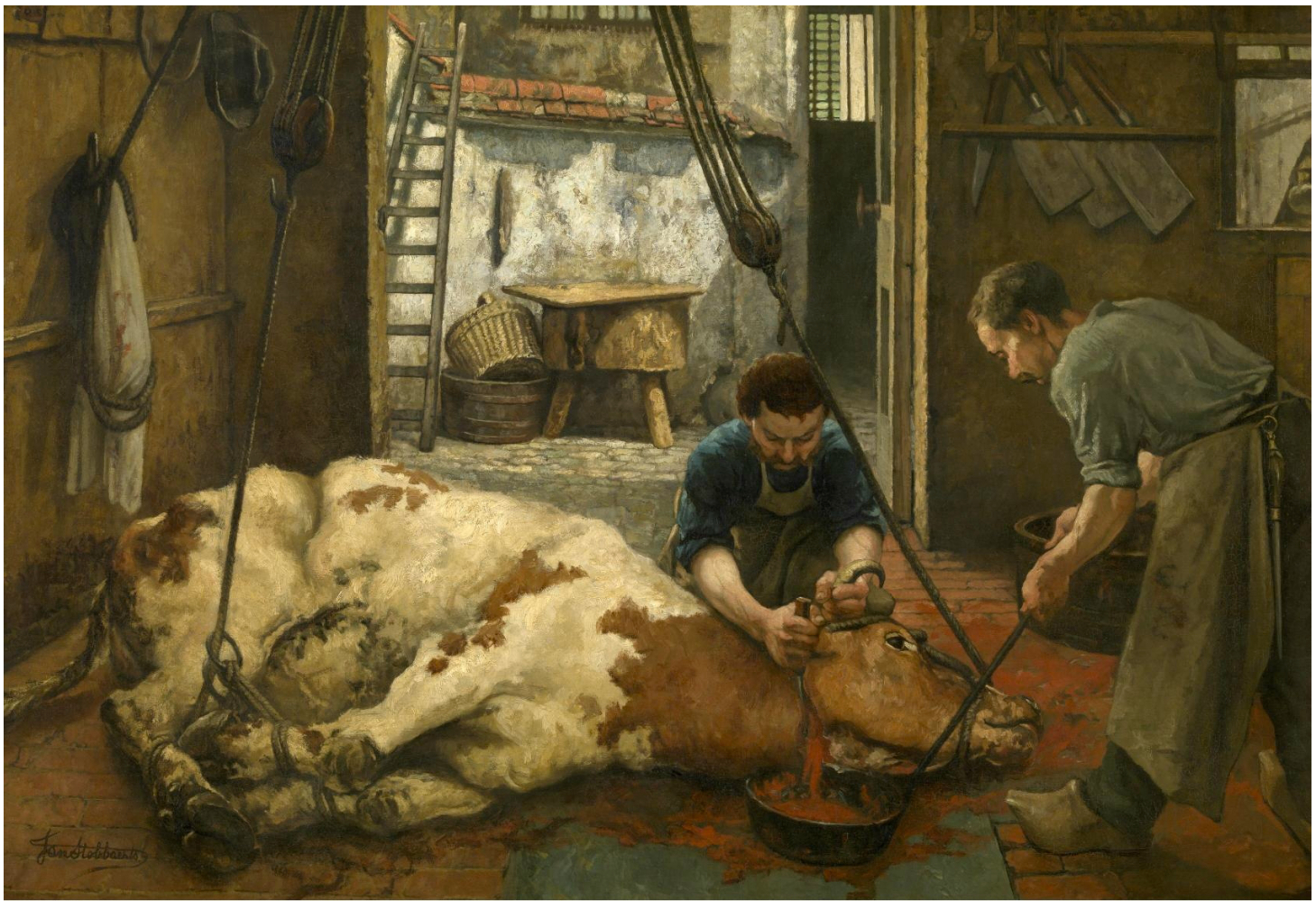
Slachten
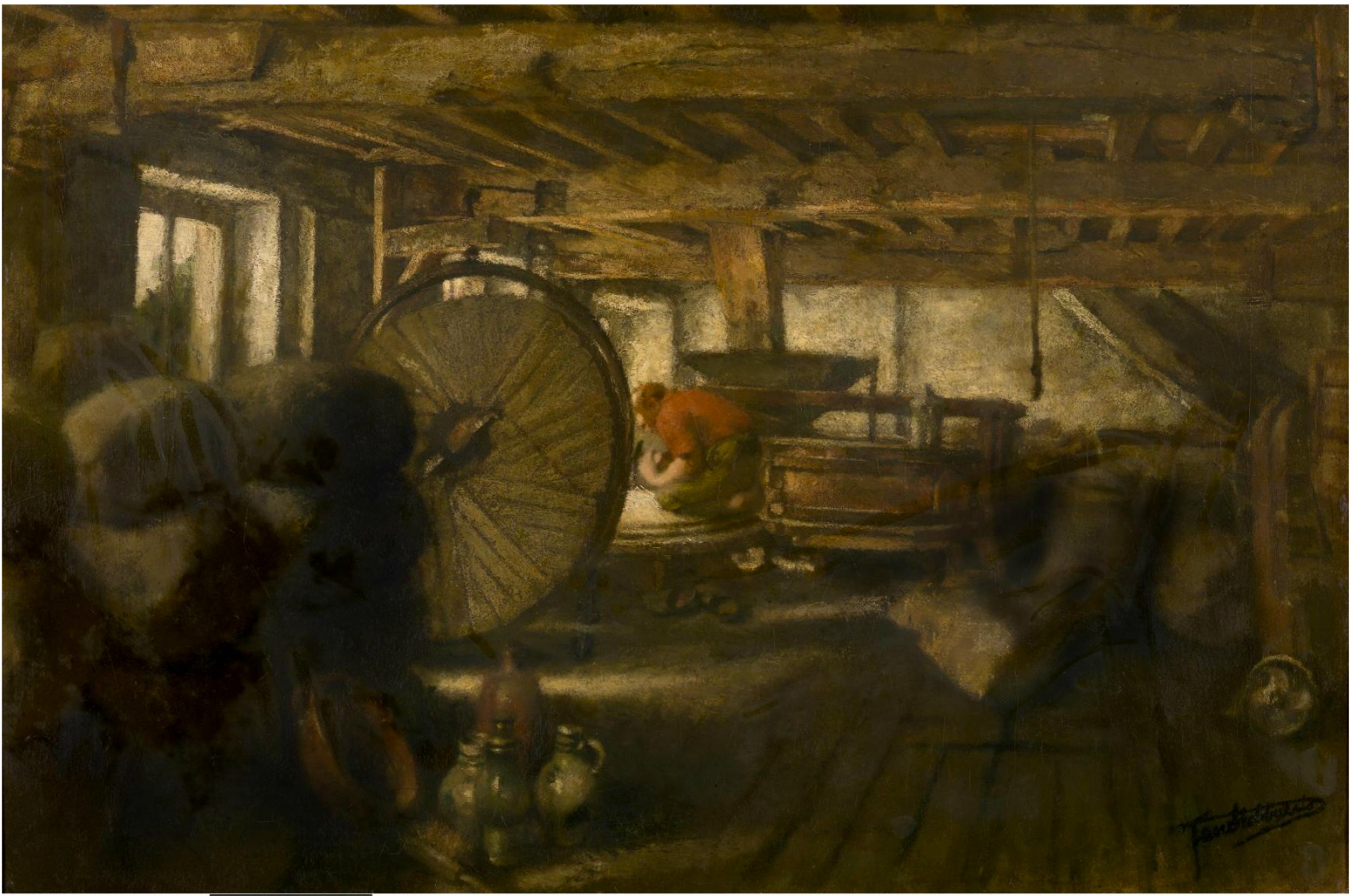
Het interieur van een molen
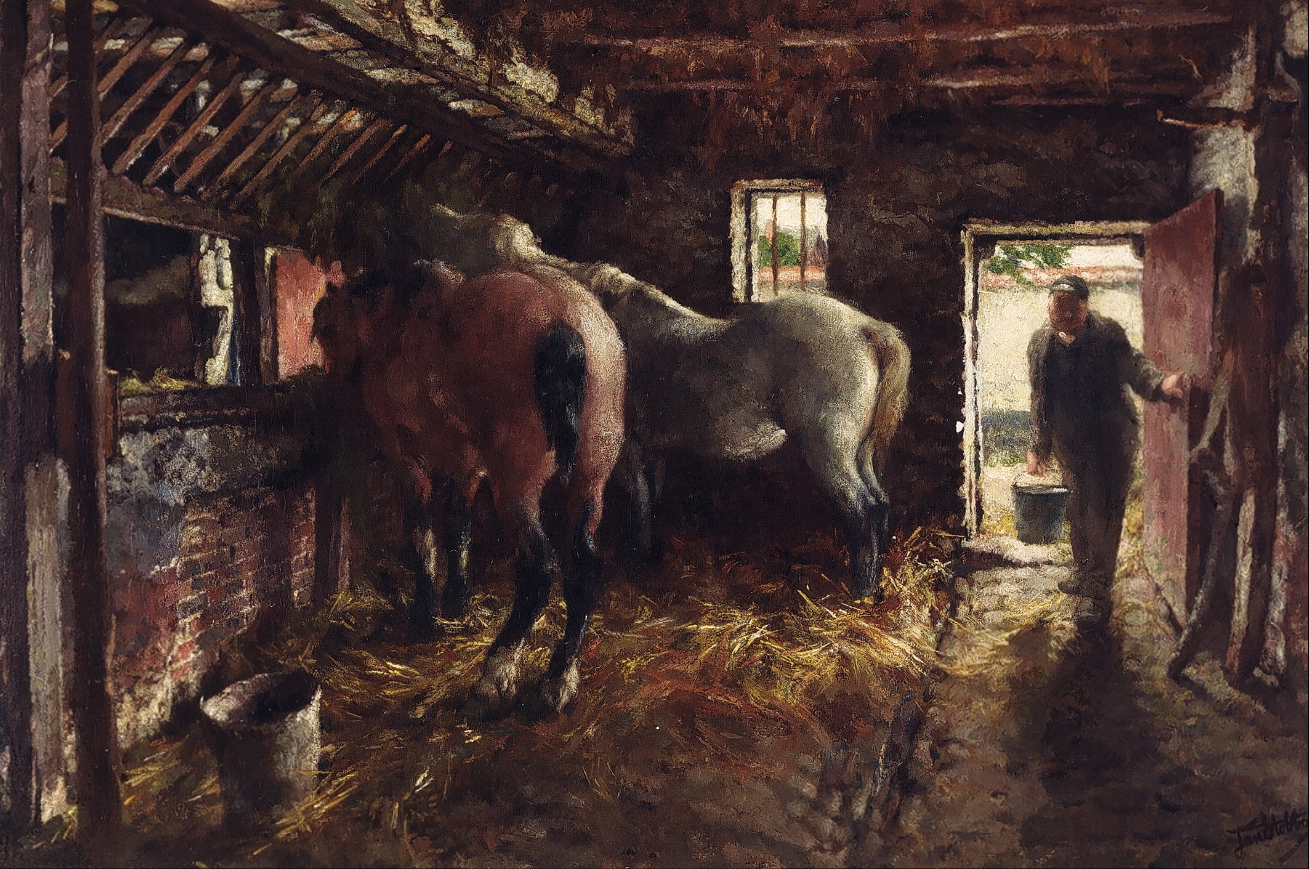
Paardenstal in Woluwe
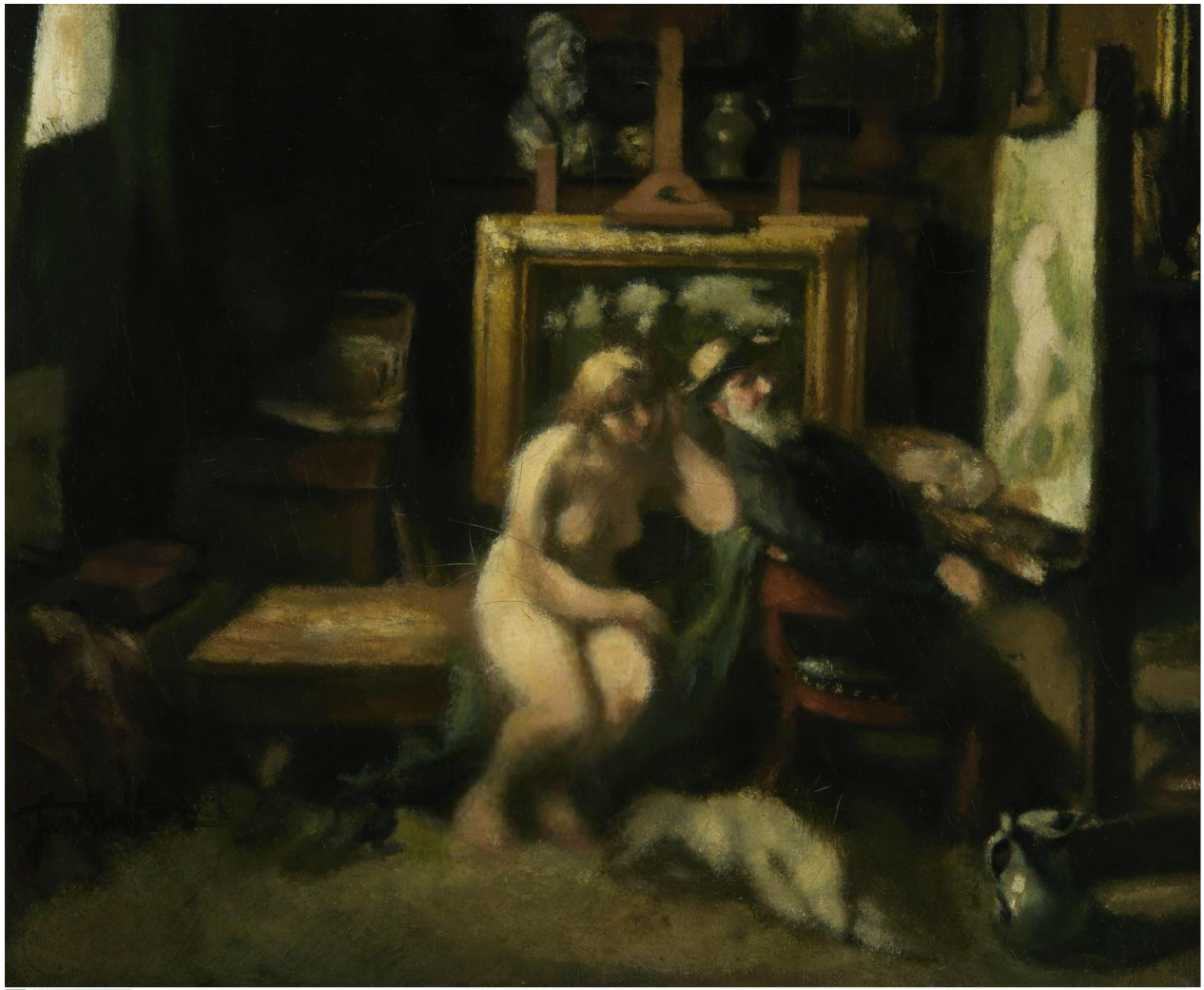
Rustende Diana
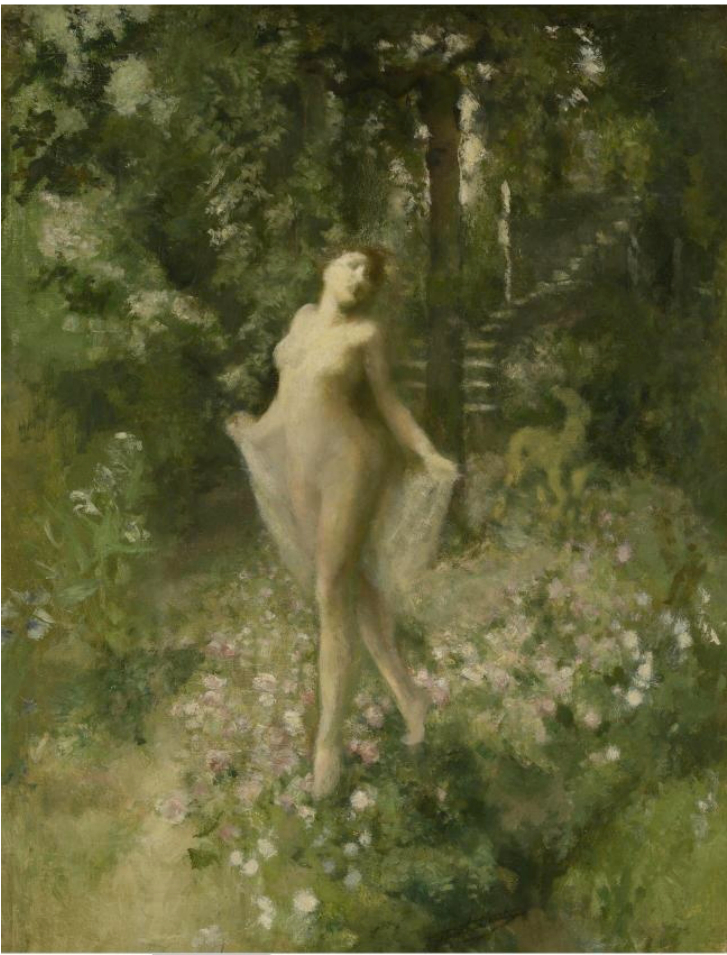
Bed van rozen